# SER (revista)
SER es una revista nicaragüense de moda y estilo de vida. Su publicación es mensual y se dirige mayormente al público femenino. Es publicada por MADERA y Cñía., conformada por tres hermanas: Margina, Denise y Raquel López.
Sus páginas incluyen temas de ayuda personal, empresarial y cultura habitual en general. También incluyen entrevistas de personalidades destacadas en diferentes ámbitos y se dedica a apoyar los sectores de música, arte, moda nicaragüense, entre otros.
Su primer ejemplar fue publicado en septiembre de 2002. En ese entonces, su nombre era la sigla de Sentidos, Esencias y Realidades, alusivo a los temas que se ilustraban dentro de la revista. Luego se eliminaron las siglas para nombrarla simplemente SER.
SER es conocida por reflejar imágenes de moda, eventos de alta sociedad y entrevistas de personalidades destacadas en Nicaragua y a nivel internacional, tal como la nicaragüense Bianca Jagger, el cantante Hernaldo Zúñiga, la puertorriqueña Olga Tañón, entre otros. 
Se caracteriza por utilizar mujeres nicaragüenses en la portada. Sólo una vez —en el 2004— apareció un hombre, fue Peter Nolet, un supermodelo de Nueva Zelanda que realizó varias campañas publicitarias de marcas de renombre como Giorgio Armani, Salvatore Ferragamo, Hugo Boss, Burberry y Ralph Lauren. 